# شهرنجان
شهرنجان، روستایی از توابع بخش مرکزی شهرستان کازرون در استان فارس ایران است.
این روستا حدودا در ۱۵ کیلومتری شهرستان کازرون قرار دارد.
دریاچه پریشان که یکی از بزرگ ترین دریاچه‌های آب شیرین ایران است، در کنار این روستا قرار دارد
این دریاچه چندسالی است که خشک شده است.
شغل اکثر مردم این روستا کشاورزی است.

## جمعیت
این روستا در دهستان بلیان قرار دارد و بر اساس سرشماری مرکز آمار ایران در سال ۱۳۸۵، جمعیت آن ۲۹۰ نفر (۶۰خانوار) بوده‌است.